# 石井隆一
石井 隆一（いしい たかかず、1945年12月15日 - ）は、日本の政治家、自治・総務官僚。勲等は旭日大綬章。
富山県知事（公選第17-20代）、消防庁長官（第26代）を務めた。妻は数学者で東京大学名誉教授の石井志保子。

## 概要
富山県富山市西町生まれ。富山県立富山中部高等学校、東京大学法学部卒業。1969年、自治省（現総務省）に入省した。静岡県総務部長や財政局財政課長、税務局長、自治税務局長等を経て、2002年に消防庁長官に就任した。また2003年から3年間、早稲田大学大学院公共経営研究科において客員教授を務めた。2004年1月に退官し、市町村職員中央研修所学長に就任し、同年の8月に退職した。
2004年11月、富山県知事を6期務めた中沖豊の退任を受け、知事選挙に無所属で出馬して初当選。2008年、2012年、2016年の富山県知事選挙でそれぞれ再選。
2020年10月の知事選挙では5選を目指したが、新人で元日本海ガス社長の新田八朗に6万票以上の大差で敗れた。
2024年、旭日大綬章受章。

## 年譜
- 1945年12月15日 - 富山県富山市において出生[2]
- 1965年 - 富山県立富山中部高等学校卒業
- 1969年6月 - 東京大学法学部卒業[2][7]
- 1969年7月 - 自治省入省[2]
- 1991年4月 - 静岡県総務部長[2]
- 1994年7月 - 自治省財政課長[2]
- 1995年5月 - 地方分権推進委員会事務局次長[2]
- 1997年7月 - 自治省大臣官房審議官（税務・財政担当）
- 1998年 - 自治省財政担当審議官[2]
- 1999年8月 - 自治省税務局長[2]
- 2001年1月 - 総務省自治税務局長[2]
- 2002年1月8日 - 総務省消防庁長官[2]
- 2004年1月6日 - 総務省消防庁長官を退官[2]
  - 1月 - 市町村職員中央研修所学長[2]
  - 8月 - 市町村職員中央研修所学長を退職[2]
  - 11月 - 富山県知事選挙に出馬し、初当選[2]
- 2008年 - 富山県知事再選[2]
- 2012年 - 富山県知事3選[2]
- 2016年 - 富山県知事4選[8]
- 2020年 - 富山県知事選挙落選

## 政策・活動

### 富山県知事として

#### 1期目（2004年 - 2008年）
400億円の財政構造赤字解消へ財政改革を始め、就任時あった400億円の県の財政赤字を解消した。
- とやま起業未来塾の開塾

富山県の地域経済の活性化のため、若者、女性、熟年の志のある起業家の育成。全国、海外へとチャレンジしていく方を支援をするとやま起業未来塾を開設する。
- 全県下でレジ袋無料配布の廃止

全国で初であり、全国有料化のモデルとなる。
- 「県森づくり条例」の制定
- 「県安全なまちづくり条例」の制定

#### 2期目（2008年 - 2012年）
- 幅広い人脈を駆使して北陸新幹線の富山県への延伸を実現し、北陸新幹線整備の富山県政負担額を600億円超軽減[10][12]。
- 子育て応援券スタート

県と市町村では、子育て家庭の精神的・身体的・経済的負担の軽減を図るとともに、地域における各種保育サービス等の利用を促進するため、保育サービス等の利用券「とやまっ子　子育て応援券」を配付する「とやまっ子　子育て支援サービス普及促進事業」を実施。
- ものづくり研究開発センター」開所

富山県ものづくり研究開発センターは、富山県のものづくり産業の更なる発展をめざし、富山県内の企業（産）・大学等（学）・富山県産業技術研究開発センターや富山県新世紀産業機構などの産業支援機関（官）が連携して技術開発などに取り組む富山県ものづくり産業振興の拠点として、富山県産業技術研究開発センターものづくり研究開発センター（旧富山県工業技術センター中央研究所）敷地内に開設された。
- 「とやま観光未来塾」開塾

富山県では、北陸新幹線開業効果を持続・発展させるとともに、外国人旅行者の急増やグローバル化のさらなる進展を見据え、
1. おもてなし力の向上
2. お客様に満足いただける観光ガイドの育成
3. 魅力ある観光地域づくりをリードできる人材育成
4. 地域資源を生かしてインバウンドツーリズムを企画・実施できる人材の育成

をめざし、次世代の観光を担う「とやま観光未来創造塾」を開塾した。
2008年、富山大学の学長選挙で、学長選考会議は2度の意向投票でいずれも2割の得票しかなかった現学長だった候補者を次期学長候補に選出し、学内外で問題となった。石井はこの専考会議で学外委員を務めた。

#### 3期目（2012年 - 2016年）
- 「G7富山環境大臣会合」開催

G7環境大臣会合では、主要国首脳会議（G7サミット）に先立ち、G7とEUの環境担当閣僚が一堂に会し、地球環境問題について自由闊達に意見交換を行い、コンセンサスを形成する。環境大臣会合は、2009年にイタリアで開催されて以降、しばらく開催されず、2016年、日本がサミット議長国であり、伊勢志摩サミットに向けて、富山県富山市でG7環境大臣会合が開催された。

#### 4期目（2016年 - 2020年）
- 「富富富」販売

富山県が開発した富山米の新品種。2017年3月26日、公募の9411件から選考され「ふふふ」の音で食後の幸せな気持ちと富山の水・大地（土壌）・人（農家）の3つ富が育てたことを表現。2017年秋に先行販売して、2018年秋に本格販売。育成系統名は『富山86号』。
- 18年度県移住者過去最多へ

富山県は2019年、2018年度の県外からの移住者が前年度比24％増の905人と過去最高になったと発表した。
世帯主の年代は若い層である20代が30.9%、30代が34％を占める。県では東京に加えて18年に大阪にも移住の相談窓口を設けており、北陸新幹線の敦賀延伸で時間距離が近づく関西でも移住の呼びかけを積極化する。石井は会見で、「東京都内の窓口の人数を増やすといった対策の効果が出た」と話した。
- ものづくり産業振興、新産業育成に挑戦

石井は2010年12月、「富山県は、勤勉で粘り強く、積極進取の気性に富む県民性や、豊富で良質な水、水力発電による廉価で安定した電力供給に支えられ、一般・電気機械をはじめ、アルミ等の金属製品、医薬品等の化学など多様な業種によって、日本海側屈指の工業集積を形成してきました。しかしながら、国内外の企業間競争の激化に加え、世界的な不況や急激な円高など、企業を取り巻く環境は大きく変化しており、本県産業が活力を維持し、発展するためには、今日まで培ってきた高いものづくり技術や地域の特色を活かして、より付加価値の高い製品づくりに力を入れる必要があると考えています。このため、産学官連携による共同研究開発を推進し、新技術や新製品の開発を促進しています。今年度は新たに、本県の産業支援機関である財団法人富山県新世紀産業機構に産学官連携プロデューサーを配置し、コーディネート機能を強化するとともに、高度な技術の実用化を目指す大規模な研究を2年間継続して支援する制度を創設したところです。」と話し、「さらに、10年後、20年後を見据え、医薬・バイオ、ロボット、環境・エネルギー、航空機など、今後の成長が見込まれる新たな産業分野への挑戦や参入を積極的に支援していくことも重要と考えています。特に、医薬・バイオについては、三百有余年の「くすりの富山」の伝統を活かして、ライフサイエンス分野の国際的な研究開発拠点づくりを推進しています。現在、石川県と共同で「ほくりく健康創造クラスター」を進めており、医薬基盤技術を活かしたバイオ機器等の開発や、天然薬物の国際標準化に取り組んでいます。また、大学との連携による和漢薬の研究開発を進めているほか、昨年締結した、世界の薬都スイス・バーゼル地域の州政府との医薬品分野を中心とした交流協定を踏まえ、今年10月にバーゼルの大学や企業の研究者を招いたシンポジウムを本県で開催したところであり、今後、共同研究や生産面での連携協力につなげていきたいと考えています。」と語る。
スイス・バーゼルの2州と交流促進で協定
2018年8月、富山県とスイスのバーゼル・シュタット州、バーゼルラントシャフト州は24日、医療分野などの交流促進のための協定を結んだ。県と2州は2009年に交流協定を締結しているが、内容を拡充したうえで新たに締結し直した。新たな協定には、従来は製剤技術や経済分野と規定されていた医療業界の交流推進の対象にバイオ技術を追加。石井は「世界の薬都であるバーゼル地域とより一層の連携を図って、ウィンウィンの関係に発展させられたらいい」とあいさつした。富山県は、医薬品生産額を年間1兆円に伸ばすという目標を掲げている。

## 著書
- 『地方分権時代の自治体と防災・危機管理』（近代消防社、2004年8月）
- 『分権型社会の創造―希望の明日に向けて』（万葉舎、2005年9月）
- 『「元気とやま塾」入門 ― 高志の国と世界を結ぶ』（北日本新聞社、2012年6月）